# 국내안보총국
국내안보총국(프랑스어: Direction générale de la Sécurité intérieure, DGSI)은 프랑스의 정보기관이다. 이 기관은 방첩, 대테러, 사이버 범죄 대응 및 잠재적으로 위협적인 집단, 조직, 사회 현상에 대한 감시를 담당한다.
이 기관은 2008년에 국내중앙정보국(프랑스어: Direction centrale du renseignement intérieur, DCRI)이라는 이름으로 설립되었으며, 국가 경찰의 일반중앙정보국(RG)과 국토감시국(DST)을 통합한 조직이다. 2014년에 현재의 명칭으로 변경되었으며, 국가 경찰의 일부였던 DCRI와 달리 DGSI는 내무부에 직접 보고하게 변경되어 권한이 강화되었다.